# 丰特斯克拉拉斯
丰特斯克拉拉斯，是西班牙阿拉贡自治区特鲁埃尔省的一个市镇。总面积37平方公里，总人口625人（2001年），人口密度17人/平方公里。